# Sandanski

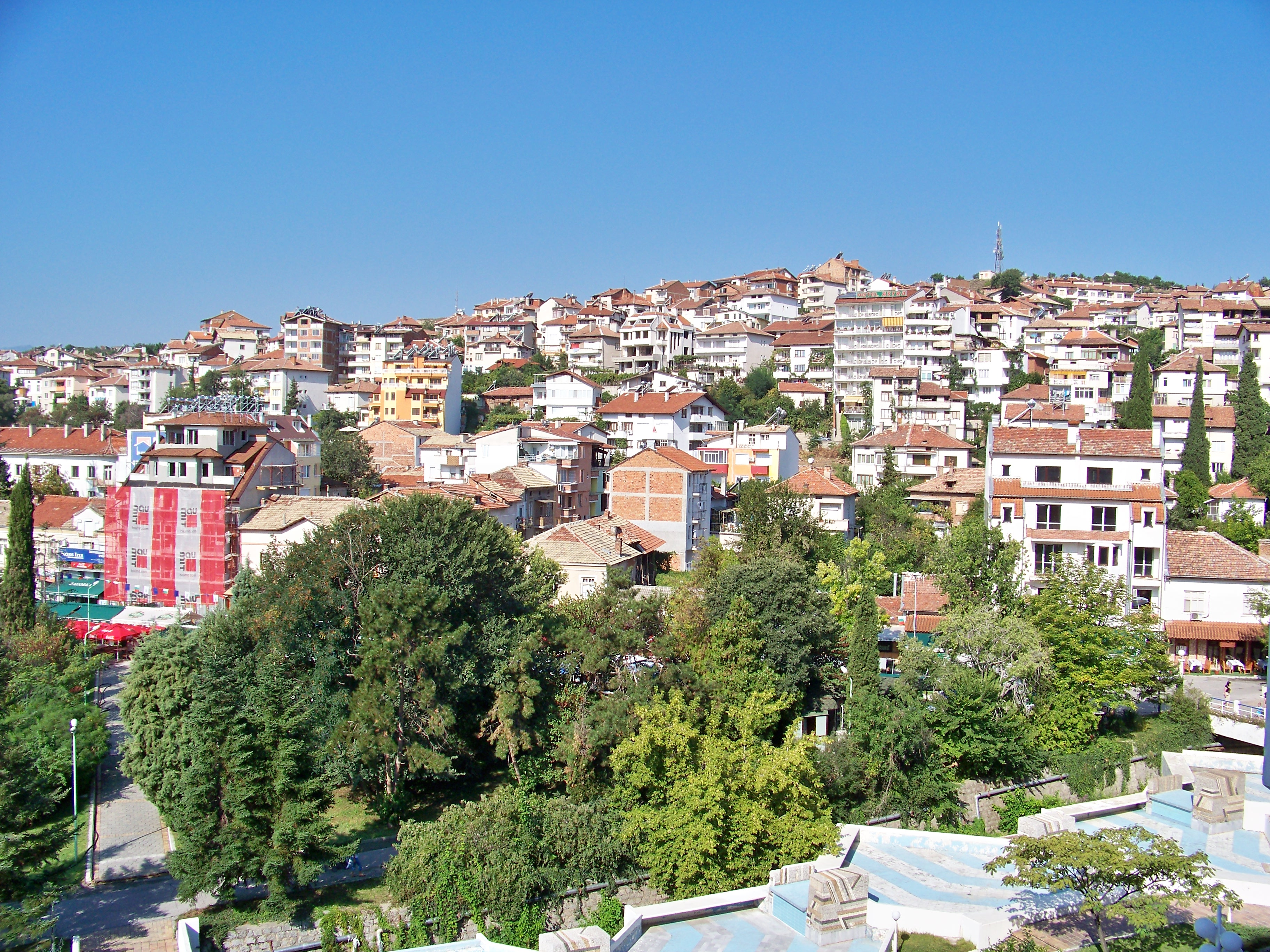
Sandanski

Sandanski este un oraș în Bulgaria, reședința comunei Sandanski.
Orașul a purtat până în 1948 numele de Sveti Vraci, pentru ca mai apoi să capete denumirea actuală, inspirată din numele revoluționarului bulgar Iane Sandanski.

## Turism
Orașul, localizat la poalele Munților Pirin, pe valea râului Sandanska Bistrița se bucură de un climat blând, cu temperatura medie anuală de 19,7 °C (cea mai ridicată din Bulgaria) precum și de existența a numeroase izvoare minerale.
Localitatea a ajuns în scurt timp o stațiune balneoclimaterică vestită în Bulgaria.
Sandanski este considerat locul nașterii sclavului Spartacus, conducătorul unei revolte în Republica Romană, desfășurată între  75–71 Î. Hr.

## Demografie
Componența etnică a orașului Sandanski
     Nicio identificare (8,97%)
     Bulgari (88,36%)
     Romi (1,42%)
     Turci (0,7%)
     Altele (0,52%)
La recensământul din 2011, populația orașului Sandanski era de 26.255 locuitori. Din punct de vedere etnic, majoritatea locuitorilor (88,36%) erau bulgari, cu o minoritate de romi (1,42%). Pentru 8,97% din locuitori nu este cunoscută apartenența etnică.